# Wolf-Dieter Lingk
Wolf-Dieter Lingk (* 1943 in Innsbruck) ist ein deutscher Regisseur und Schauspieler.

## Leben
Mit seiner Mutter kam er nach Berlin, wuchs dann aber zunächst in einem Waisenhaus, später bei Adoptiveltern auf. Nach seiner Schulzeit arbeitete er zunächst als Motorenschlosser, Tischler, Arbeiter im Oberlausitzer Glaswerk und Beifahrer. Nach seinem Entschluss, Schauspieler zu werden, wurde er zunächst Bühnenarbeiter an der Berliner Volksbühne. Parallel dazu bewarb er sich an der Hochschule für Schauspielkunst „Ernst Busch“ in Berlin. 1971 erlangte er dort seinen Abschluss. Während seiner Zeit an der Schauspielschule heiratete er eine Apothekerin.
Sein erstes Engagement fand er danach am Mecklenburgischen Staatstheater Schwerin. Mitte der 1970er Jahre war er am Staatsschauspiel Dresden engagiert, bevor er 1976 wieder nach Schwerin ging und dort bis zur Wende auf der Bühne stand. In dieser Zeit war Christoph Schroth Schauspieldirektor am Mecklenburgischen Staatstheater. Mit ihm ging Lingk 1990 an das Berliner Ensemble und 1992 weiter an das Staatstheater Cottbus, wo er bis 2008 festes Ensemblemitglied war. Seither ist Lingk freischaffend tätig und tritt unter anderem an der Staatsoperette Dresden als Gast auf.
Parallel zu seiner Bühnentätigkeit stand Wolf-Dieter Lingk immer wieder auch für Leinwand und Fernsehen vor der Kamera. Besonders dem jugendlichen Publikum wurde er als Dr. Habermann in der Fernsehserie Spuk von draußen von C. U. Wiesner und Günter Meyer bekannt.

## Filmografie (Auswahl)
- 1971: Optimistische Tragödie (TV)
- 1971: Rottenknechte (TV)
- 1975: Aus meiner Kindheit
- 1976: Polizeiruf 110: Reklamierte Rosen (TV)
- 1979: Die Rache des Kapitäns Mitchell
- 1981: Verflucht und geliebt
- 1982: Das Graupenschloß
- 1983: Polizeiruf 110: Der Selbstbetrug (TV)
- 1984: Iphigenie in Aulis (Theateraufzeichnung)
- 1985: Polizeiruf 110: Traum des Vergessens (TV)
- 1985: Gritta von Rattenzuhausbeiuns
- 1985: Polizeiruf 110: Ein Schritt zu weit (TV)
- 1985: Polizeiruf 110: Der zersprungene Spiegel (TV)
- 1986: Stielke, Heinz, fünfzehn…
- 1986: Polizeiruf 110: Bedenkzeit (TV)
- 1987: Polizeiruf 110: Zwei Schwestern (TV)
- 1987: Spuk von draußen (TV)
- 1989: Ein brauchbarer Mann
- 1990: Polizeiruf 110: Der Tod des Pelikan (TV-Reihe)
- 1990: Wilhelm Tell (Theateraufzeichnung)
- 1991: Tanz auf der Kippe
- 1991: Jugend ohne Gott (TV, DFF)
- 1992: Stilles Land
- 1992: Tatort – Tod aus der Vergangenheit

## Theater
- 1970: Hans Magnus Enzensberger: Das Verhör von Habana (Babún) – Regie: Manfred Wekwerth (Deutsches Theater Berlin)
- 1979: Johann Wolfgang von Goethe: Faust 1 + 2 (Faust) – Regie: Christoph Schroth  (Mecklenburgisches Staatstheater Schwerin)
- 1991: Bertolt Brecht: Schweyk im Zweiten Weltkrieg (Liebhaber) – Regie: Manfred Wekwerth (Berliner Ensemble)
- 1993: Ödön von Horváth: Sladek – Regie: Fritz Marquardt (Berliner Ensemble)

## Hörspiele
- 1980: Georg Büchner: Dantons Tod (Philippeau) – Regie: Joachim Staritz (Hörspiel – Rundfunk der DDR)
- 1980: Elisabeth Panknin: Prinz Rosenrot und Prinzessin Lilienweiß oder die bezauberte Lilie (Prinz) – Regie: Joachim Staritz (Kinderhörspiel – Rundfunk der DDR)
- 1999: Isaak Babel: Die Reiterarmee (Djakov) – Regie: Joachim Staritz (Hörspiel (3 Teile) – MDR/DLR)

## Diskographie
- Dick Francis: Zügellos. Hörspielbearbeitung nach dem Roman Zügellos: Alexander Schnitzler. Regie: Klaus Zippel, Produktion: MDR und SWR, 2002, Musik: Pierre Oser, 1 CD, Länge: ca. 71 Min. Der Audio Verlag, Berlin 2003, ISBN 3-89813-26-6-8.